# 丸の内 (名古屋市)
丸の内（まるのうち）は、愛知県名古屋市中区および東区の町名。名古屋のビジネス街、官庁街である。住居表示実施により新しく設置された町丁で、現行行政地名は中区丸の内一丁目から丸の内三丁目と東区丸の内三丁目。全域住居表示実施済み。
丸の内地区の大部分が中区が管轄しているが、ごく僅かに東区が丸の内三丁目の一部を管轄している。東区丸の内三丁目の地域は道路・河川・鉄道等用地である為、人は住んでいない。

## 概要
丸の内は名古屋城の南側にあり、町域は東を久屋大通、西を堀川、南を桜通、北を外堀通で囲まれている。そしてそれらを挟んで、西は西区・中村区那古野、東は東区泉、北は三の丸、南は錦と接している。丸の内一丁目は堀川と伏見通を東西の境とした地区、丸の内二丁目は伏見通と本町通を東西の境とした地区、丸の内三丁目は本町通と久屋大通を東西の境とした地区である。西に名駅、南に錦（錦三丁目）・栄と、名古屋を代表する繁華街を抱える地区に隣接している。
町丁としては1966年（昭和41年）3月の住居表示実施により設置されたが、町域としては江戸時代初期の清洲越しによる名古屋開府にまで遡ることができる。
清須越しの際に丸の内地区はを碁盤目状に整備され、現在までそれらが維持されている。現在でや名古屋東照宮や那古野神社のように江戸期尾張藩時代からの町域であることを示す施設も一部現存している。
現在の丸の内は、北側に名古屋の官庁街である三の丸地区があることも影響し、代表的な官庁街・金融街・ビジネス街の1つとなっている。
太平洋戦争後の名古屋市の復興計画実施により、地域内に幹線道路（伏見通、大津通、外堀通、桜通、久屋大通）が整備されることになり、幹線道路の道路幅が拡張された。また久屋大通は100m道路として中央分離帯に久屋大通公園が整備されることになった。
外堀通直上には名古屋高速都心環状線が整備され高速道路の出入口（丸の内出口/丸の内入口*入口は北側に隣接する三の丸地区に所在する。）が伏見通に設置され、そこから東名高速道路、名神高速道路へ直接アクセスできるようになっている。
また幹線道路直下に地下鉄名城線、鶴舞線、桜通線が建設され丸の内駅、久屋大通駅が地区内設置され、名古屋駅、栄駅、金山駅など主要ターミナル駅へ、容易にアクセスできる。
丸の内地区は高層マンションの建設が進行しており、2023年愛知県で住みたい街ランキングでは3位になっているなど人口も住宅用物件も増えている。

## 歴史

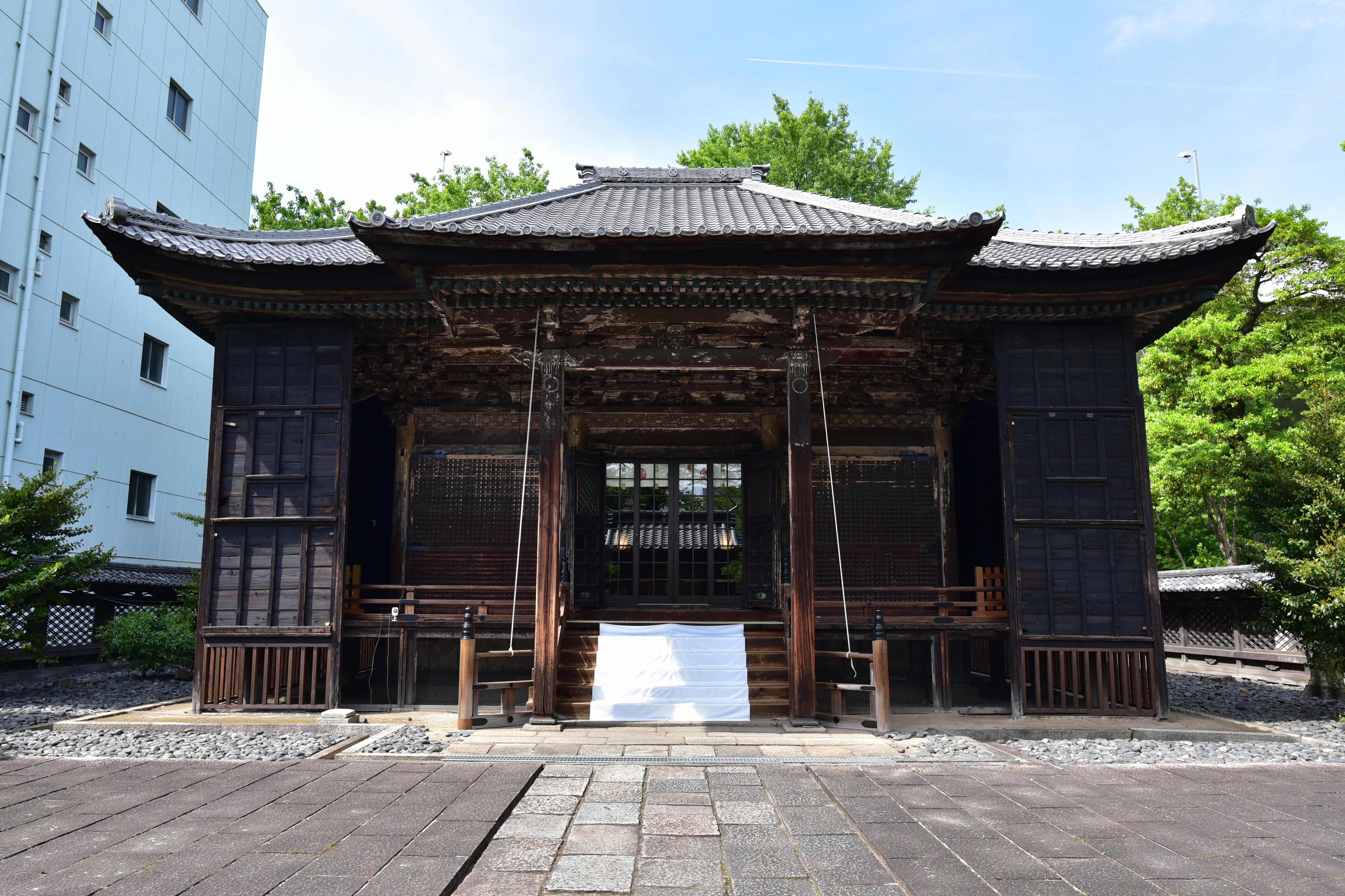
名古屋東照宮

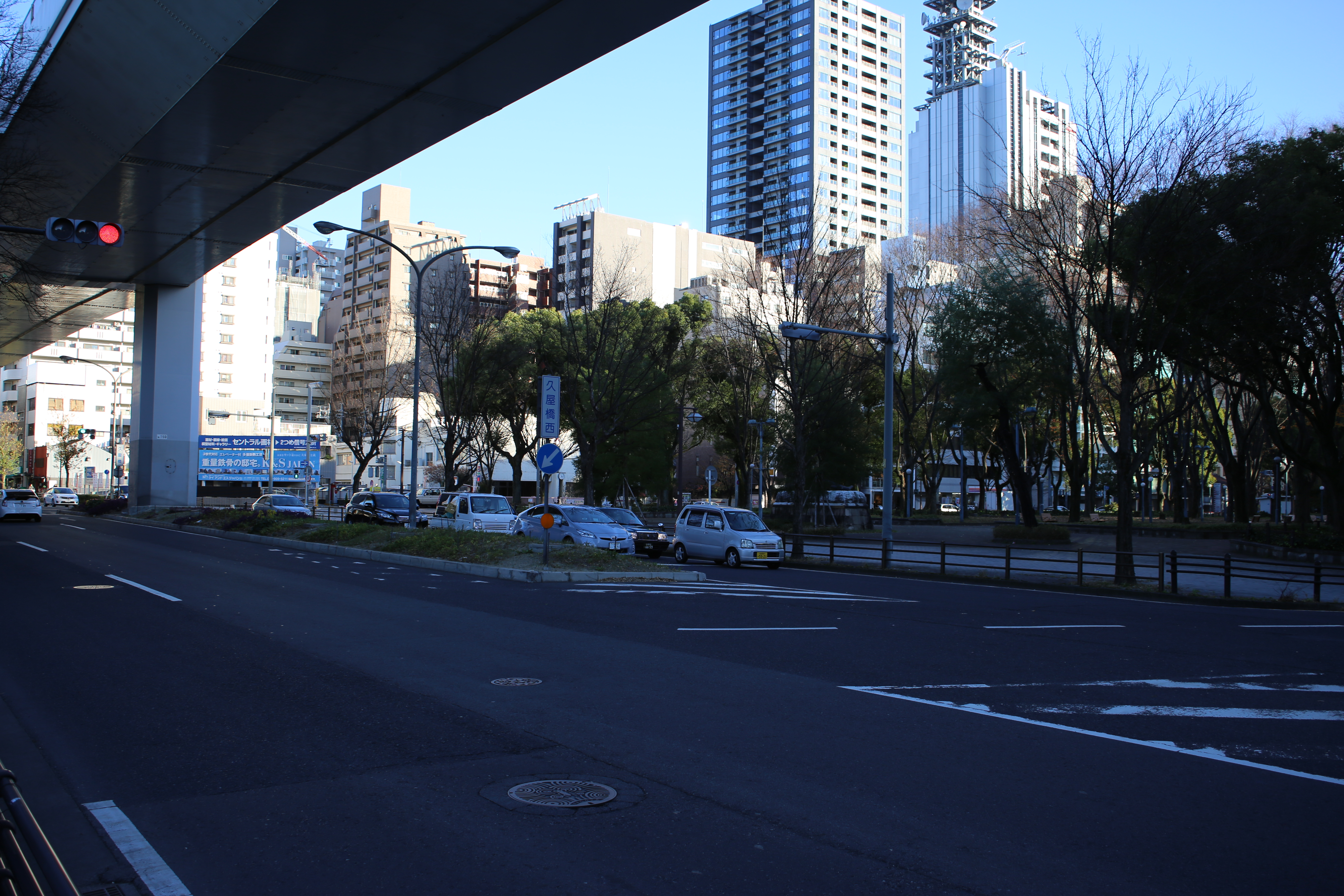
東区丸の内三丁目。外堀通の一部分である。画像上部は名古屋高速都心環状線。

この地域が町としての発展を始めたのは、徳川家康の命による清洲越しが1610年（慶長15年）に始まってからである。同年ないしは翌年とされる堀川の開削により資材運搬が容易になったこともあり、当地域を始めとする清洲越しの町割は数年のうちに名古屋台地の上に形成されていった。当地域には清洲越しにより清須から移ってきた豪商らが店を並べていたとされている。
清須越しで移ってき河内屋文左衛門（かわちやぶんざえもん）が魚の棚通で開業した魚屋である河内屋は、その後河文となり、４００年を過ぎた今でも当地で経営を続けている。
また本町通は名古屋一の繁華街であった。松坂屋の前身である伊藤呉服店の本店などが軒を連ねていた。
1660年（万治3年）の大火により当地域も被害を受けたが、防災面の観点から道幅の拡張へとつながったりもしている。
明治期に入り、1876年（明治9年）には名古屋城内三の丸にあった三之丸東照宮（現在の名古屋東照宮）と天王社（現在の那古野神社）が名古屋鎮台設置に伴い当地域に遷座された。太平洋戦争時には空襲により当地域も甚大な被害を受け、戦後の名古屋市の復興計画により区画整理が行われた。1966年には後述の通り当地域にて住居表示が行われている。
名古屋を代表するビジネス街として、1973年（昭和48年）のタキヒヨー丸の内ビル建設を始めに企業による大規模ビルの建設が当地域で多く見られる。2018年現在当地域で最も高いアルペン丸の内タワー（最長部地上高115.866m、2007年竣工）を始めとして、伏見通・桜通・大津通といった幹線道路沿いには高層ビルが多数見られる。
ビジネス街としての丸の内を支える要因の1つである公共交通面では、1981年（昭和56年）11月に地下鉄鶴舞線の伏見駅 - 浄心駅間延伸により丸の内駅が開業した。その後1989年（平成元年）9月には地下鉄桜通線中村区役所駅（現：太閤通駅） - 今池駅間開業に伴い、桜通線丸の内駅・久屋大通駅が開業している。またかつての名古屋市電時代には外堀通に行幸線・東片端線が走り、地区での最寄り駅としては西から順に景雲橋・名古屋城・大津橋の各電停があった。外堀通上を走る名古屋高速都心環状線は、1994年（平成6年）9月に丸の内出口が供用開始され、1年後の1995年9月には丸の内出口 - 東新町出入口間が開通し都心環状線全線が開通となっている。

### 沿革
- 1966年（昭和41年）3月30日 - 以下の通り、住居表示実施に伴い中区丸の内一〜三丁目が成立[1]。
  - 一丁目 - 中区和泉町・上園町・車町・木挽町・材木町・西菅原町・西万町・伏見町・皆戸町・南外堀町の各一部
  - 二丁目 - 中区小田原町・茶屋町・東万町全域および和泉町・上長者町・桑名町・長島町・車町・菅原町・西菅原町・西万町・伏見町・南外堀町・御幸本町通の各一部
  - 三丁目 - 中区梅枝町・京町・研屋町・中市場町・西魚町・東魚町全域および伊勢町・大津町・呉服町・桜町・七間町・関鍛冶町・東桜町・南外堀町・御幸本町通・東区久屋町の各一部
- 1976年（昭和51年）1月18日 - 東区南外堀町の一部（道路部分のみ[WEB 5]）より、東区丸の内三丁目が成立[5]。中区三の丸三丁目・南外堀町の一部を中区丸の内三丁目へ編入[1]。

## 町名について
「丸の内」とは本来は城の本丸の内側又は外堀の内側という意味であるが、当地域は実際に名古屋城の本丸の内側にあるわけではなく、名古屋城外堀（当地域の北側の境となっている外堀通の北側）の南に置かれた町人町が当地域の前身である。この町名は住居表示実施に際してまったく新しく当地域にあてられたもので、これにより清洲越し以来の由緒ある町名が住所としては失われ、一部が通りの名としてその名を残すのみとなった。こうした経緯もあり、地下鉄丸の内駅付近を丸の内と呼ぶことはあるが、久屋大通駅に近い丸の内三丁目の南部（桜通大津交差点周辺）はむしろ広い意味での栄と認識されることがあるなど、丸の内という呼称が広域地名として一般的に用いられることは少ない。

## 世帯数と人口
2019年（平成31年）2月1日現在の世帯数と人口は以下の通りである。
| 区   | 丁目         | 世帯数    | 人口    |
| ---- | ------------ | --------- | ------- |
| 中区 | 丸の内一丁目 | 1,251世帯 | 1,808人 |
| 中区 | 丸の内二丁目 | 1,545世帯 | 2,445人 |
| 中区 | 丸の内三丁目 | 1,748世帯 | 2,778人 |
| 東区 | 丸の内三丁目 |           |         |
| 計   | 計           | 4,544世帯 | 7,031人 |

### 人口の変遷
国勢調査による人口の推移
| 1995年（平成7年）  | 4,074人 | [ WEB 6 ]  |  |
| 2000年（平成12年） | 4,161人 | [ WEB 7 ]  |  |
| 2005年（平成17年） | 4,543人 | [ WEB 8 ]  |  |
| 2010年（平成22年） | 5,248人 | [ WEB 9 ]  |  |
| 2015年（平成27年） | 5,751人 | [ WEB 10 ] |  |

## 施設・建物
名古屋でも代表的なビジネス街の一つとして、企業の大規模ビルが幹線道路沿いに多数建設されている。反面、江戸期尾張藩時代からの名古屋の町域であったことを示す施設もわずかではあるが残されている。

### 丸の内一丁目

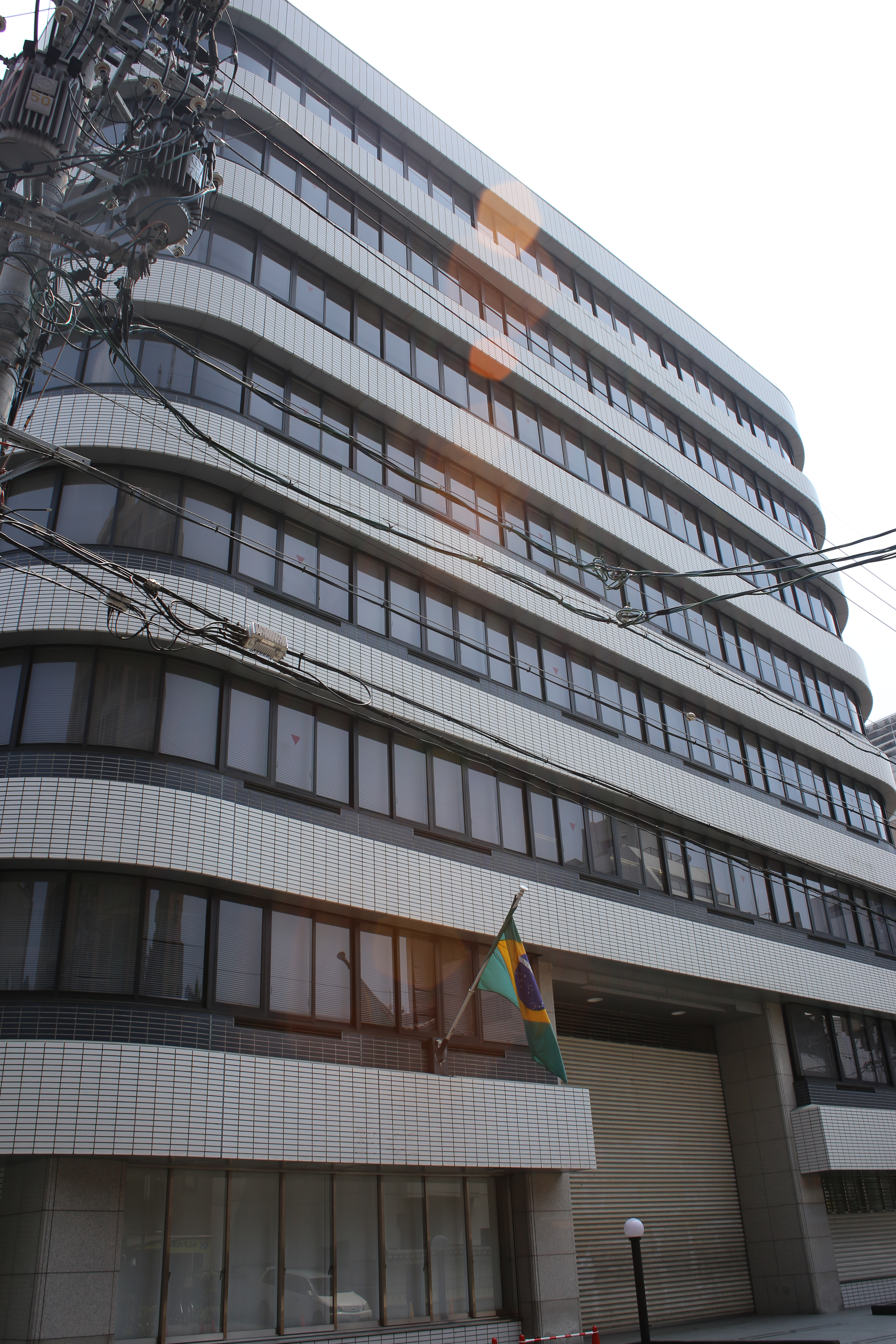
在名古屋ブラジル総領事館
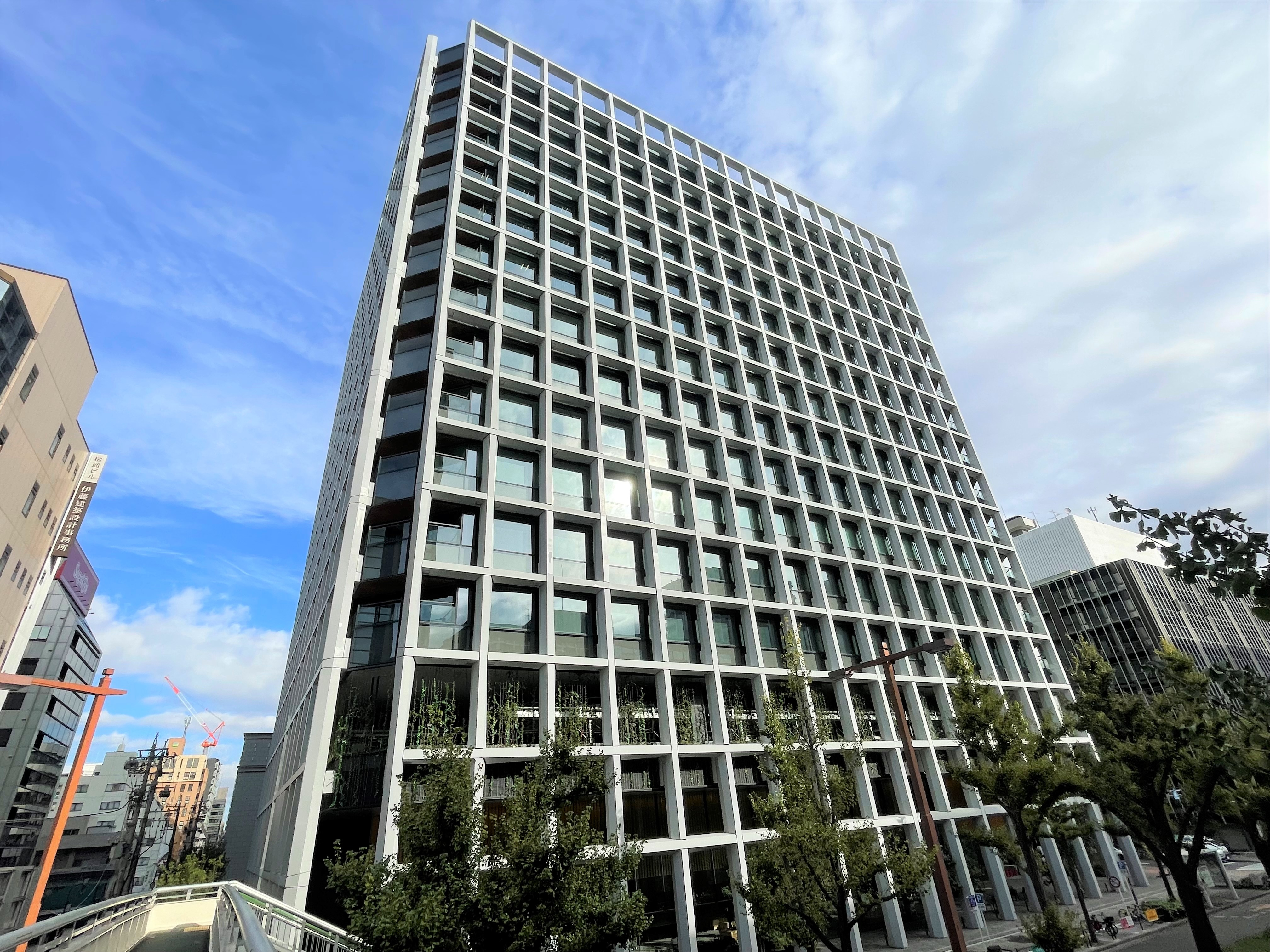
名古屋シミズ富国生命ビル

- 清水建設名古屋支社
- 第一三共東海オフィス
- TOPPAN中部事業部
- 中日本建設コンサルタント本社
- 清水総合開発
- アビバ本社
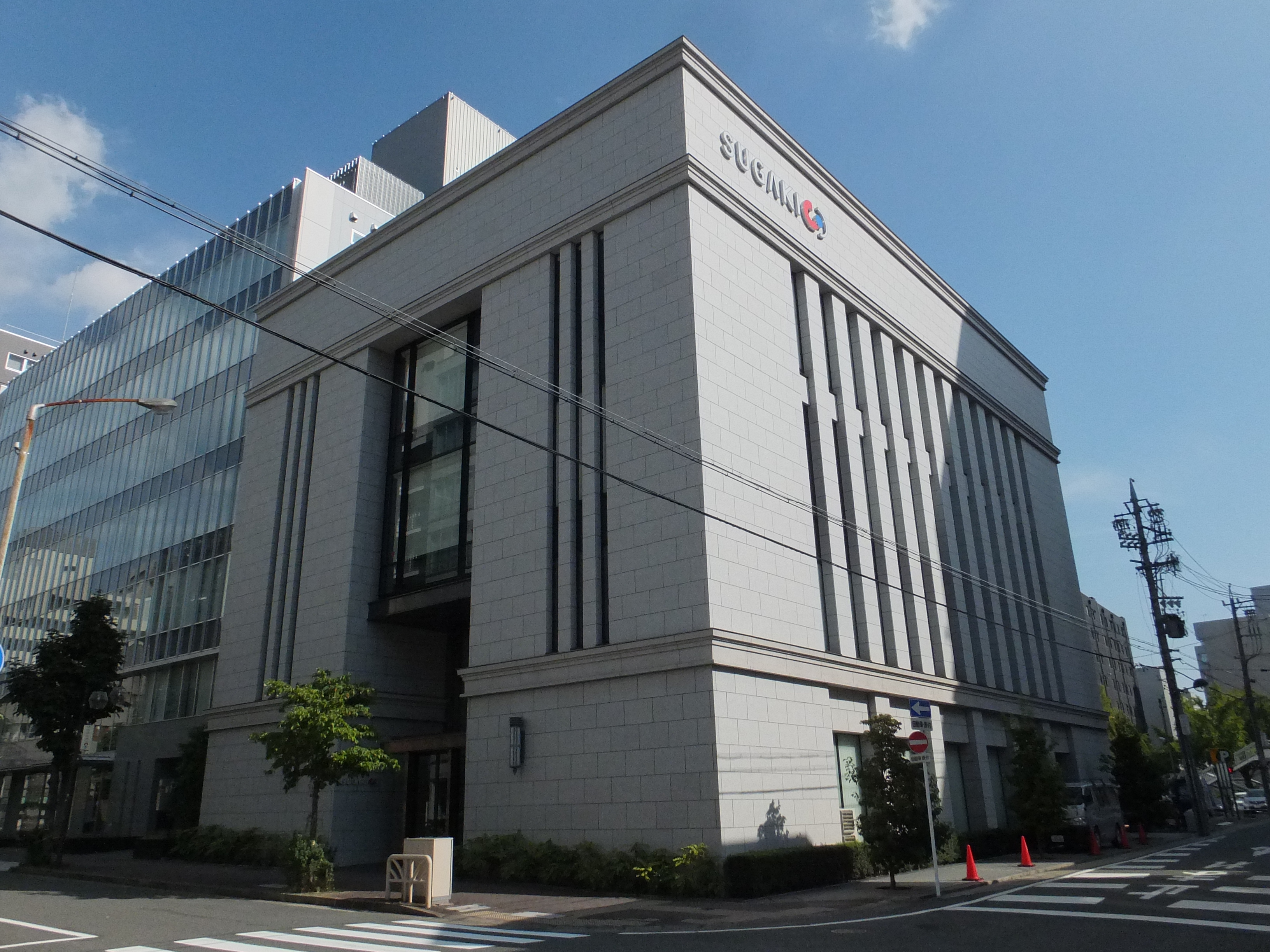
スガキコシステムズ本社

- 在名古屋ブラジル総領事館
- 名古屋シミズ富国生命ビル
- スガキコシステムズ本社

### 丸の内二丁目
- 名古屋銀行協会会館
- アイリス愛知

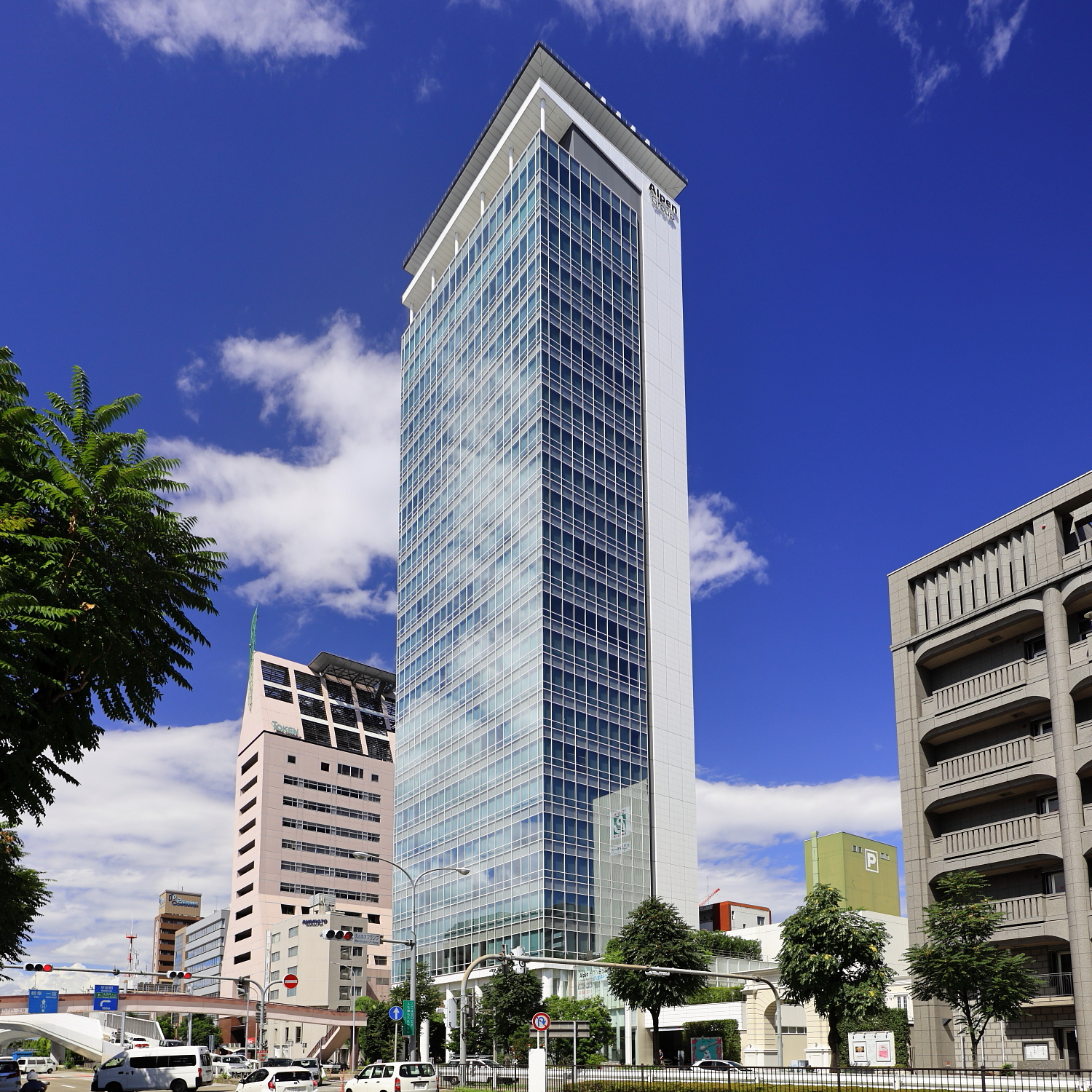
東建本社丸の内ビル
  - 東建コーポレーション本社
  - ナスラック本社
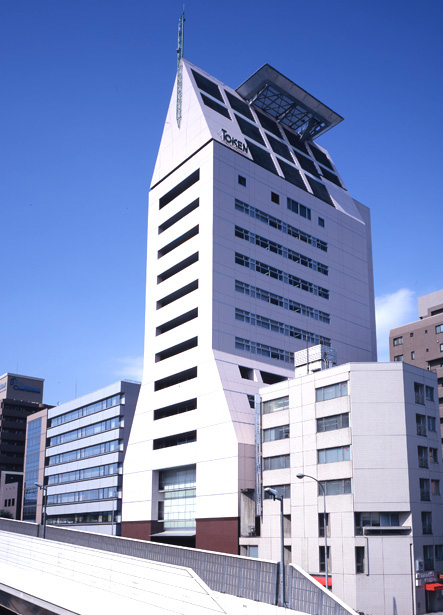
アルペン丸の内タワー
  - アルペン本社
- アパヴィラホテル名古屋丸の内駅前
- 丸の内KSビル
- 名古屋東京海上日動ビル
- 名古屋東照宮
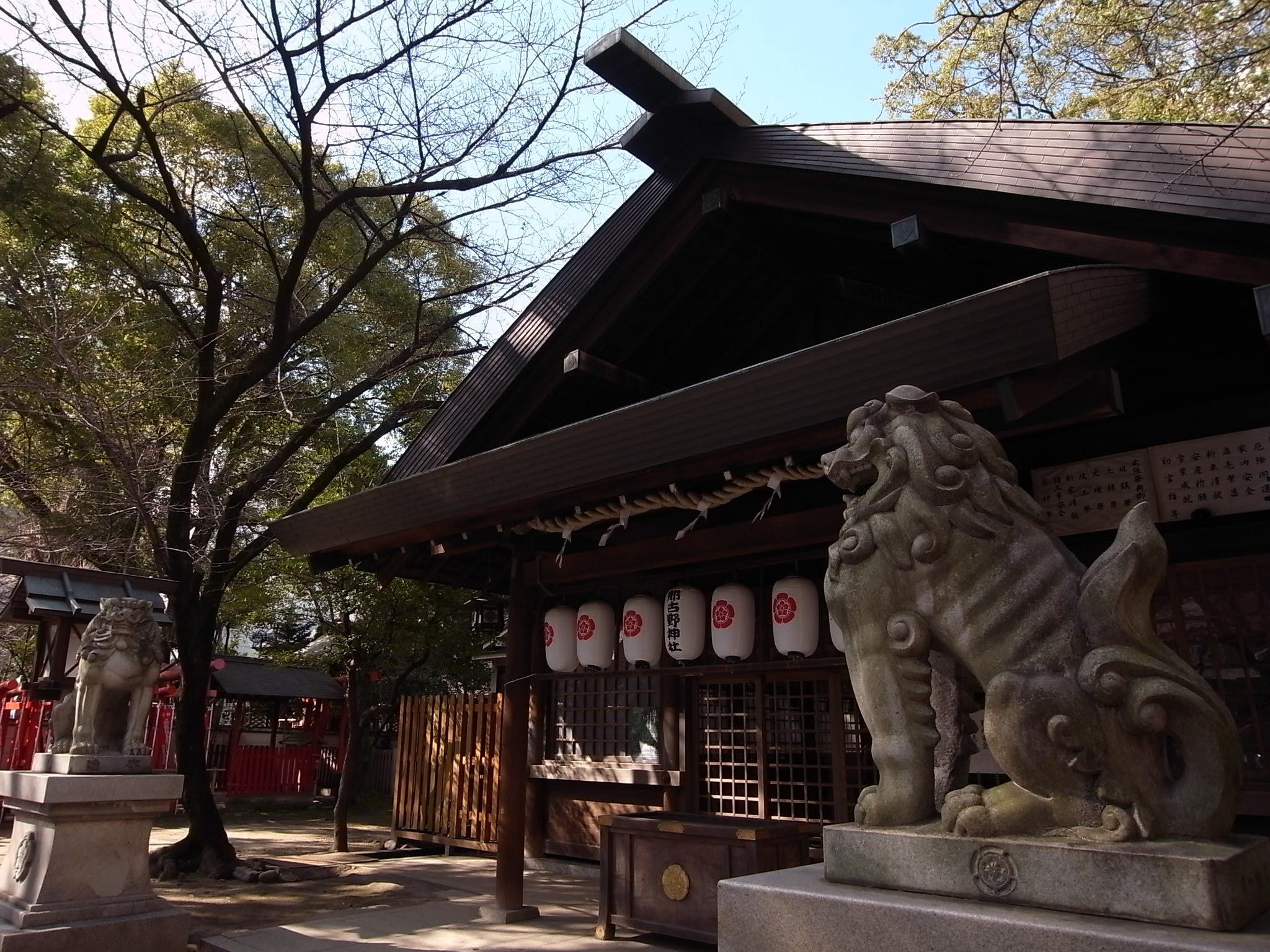
那古野神社
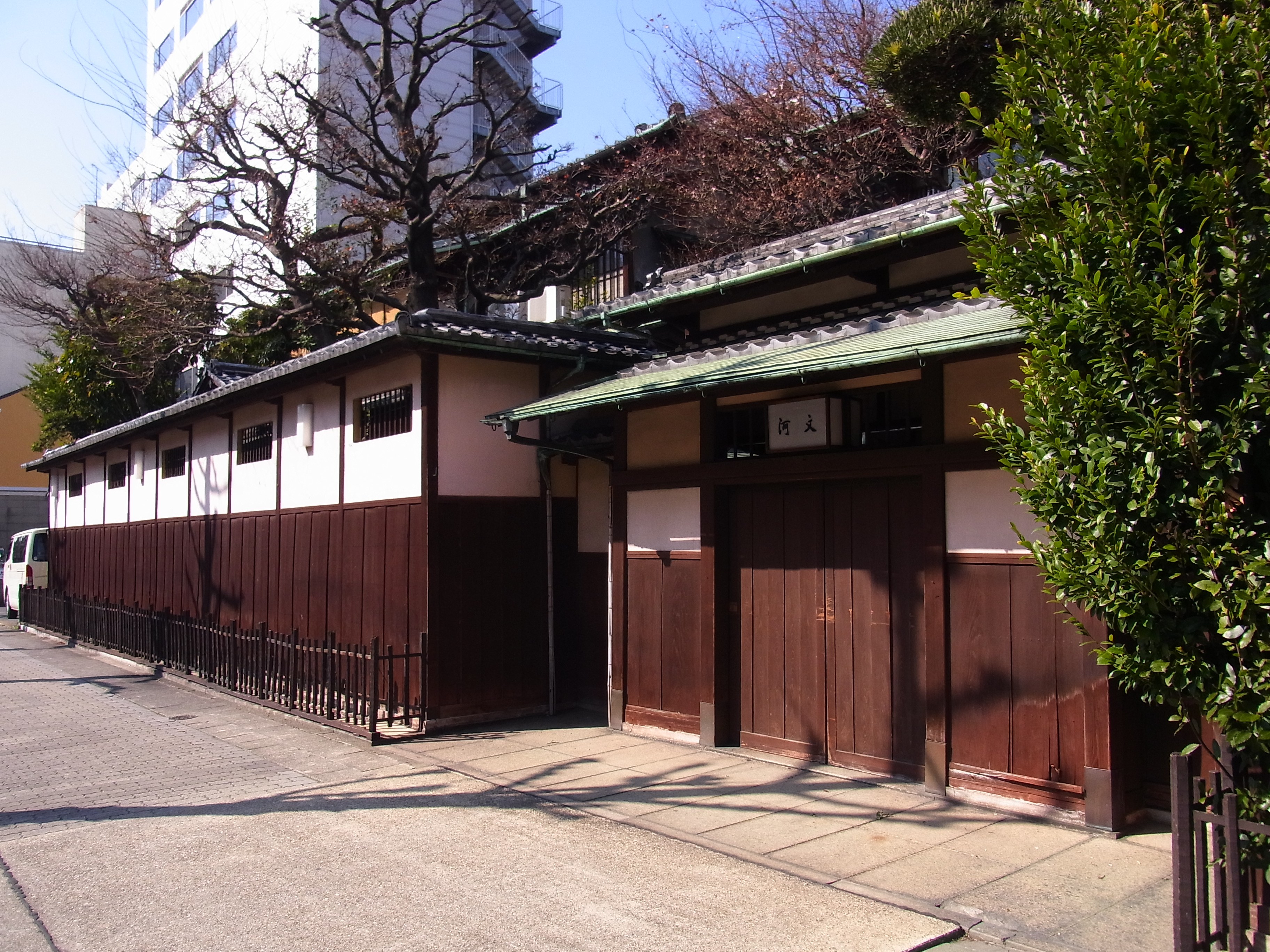
料亭「河文」（2011年2月）

- 河文
- タマディック名古屋ビル

- アルペン丸の内タワー
- 東建本社丸の内ビル
- 那古野神社
- 料亭「河文」（2011年2月）

### 丸の内三丁目
- カナダ領事館
- 名古屋市立丸の内小学校
- 中日病院
- 日本郵政グループ名古屋ビル（旧日本郵政公社東海支社、旧東海郵政局）
  - 日本郵便株式会社 東海支社・愛知監査室・名古屋共通事務集約センター・名古屋丸の内三郵便局
  - ゆうちょ銀行 東海エリア本部
  - かんぽ生命保険 東海エリア本部・名古屋支店
  - 日本郵政株式会社 中部施設センター
- 市営交通資料センター
- 損保ジャパン名古屋ビル
- OSプラザビル
  - ZIP-FM本社
- 日本メナード化粧品本社ビル
- 歯の博物館
- 愛知県庁大津橋分室
- 田辺三菱製薬 東海支店
- 本町公園
  - 1969年（昭和44年）4月1日供用開始[WEB 11]。

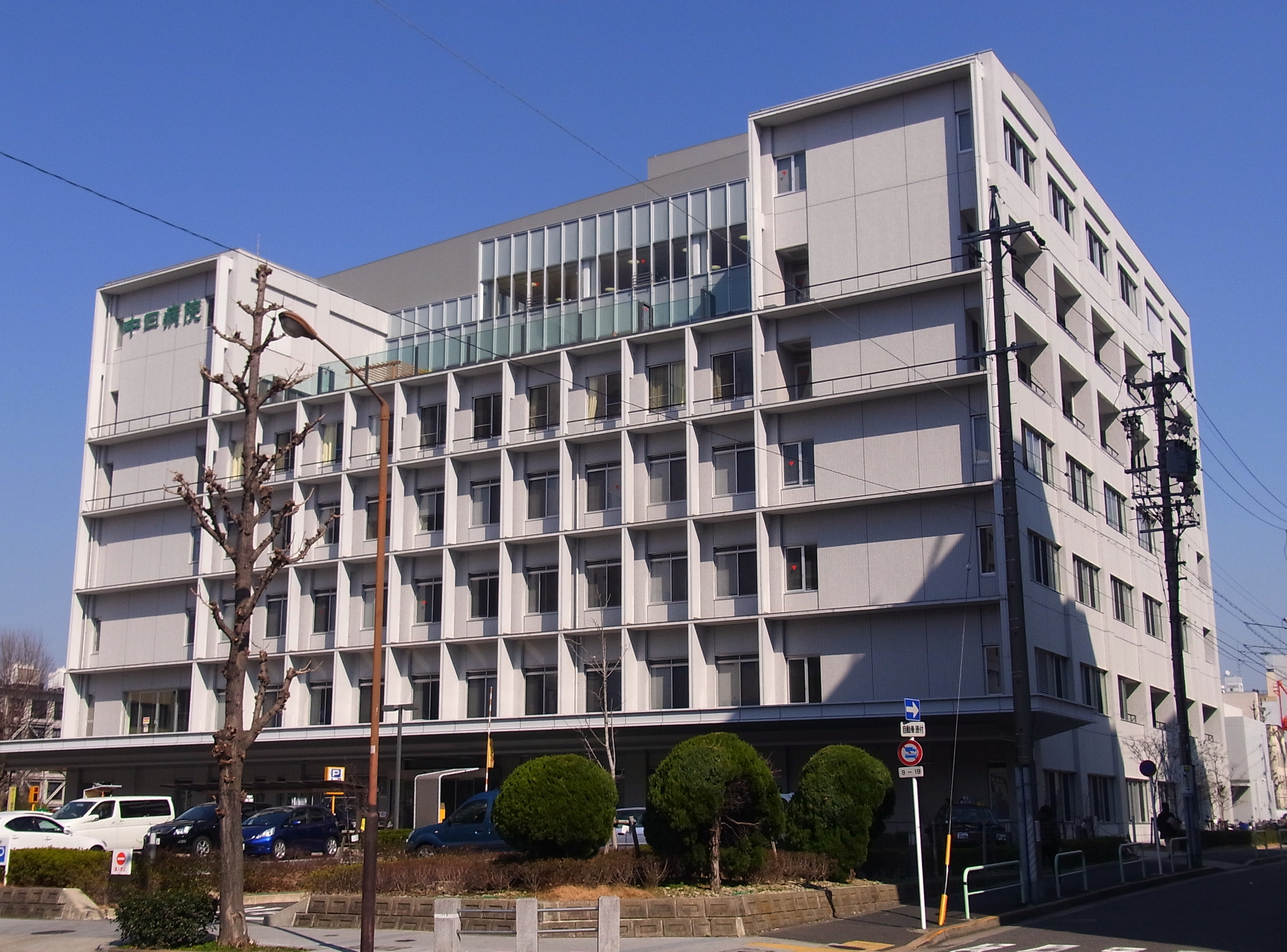
中日病院（2011年3月）
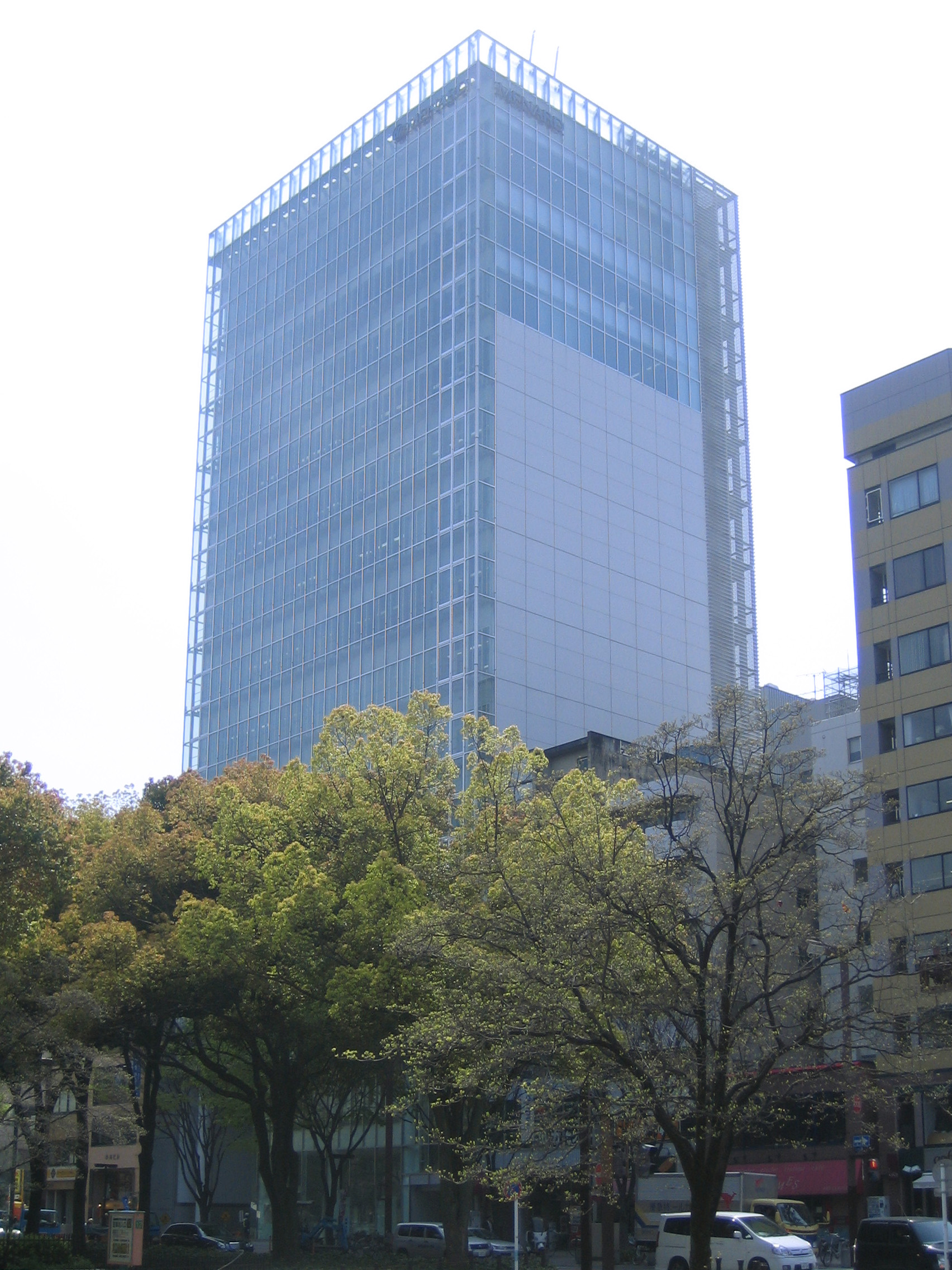
日本メナード化粧品本社ビル
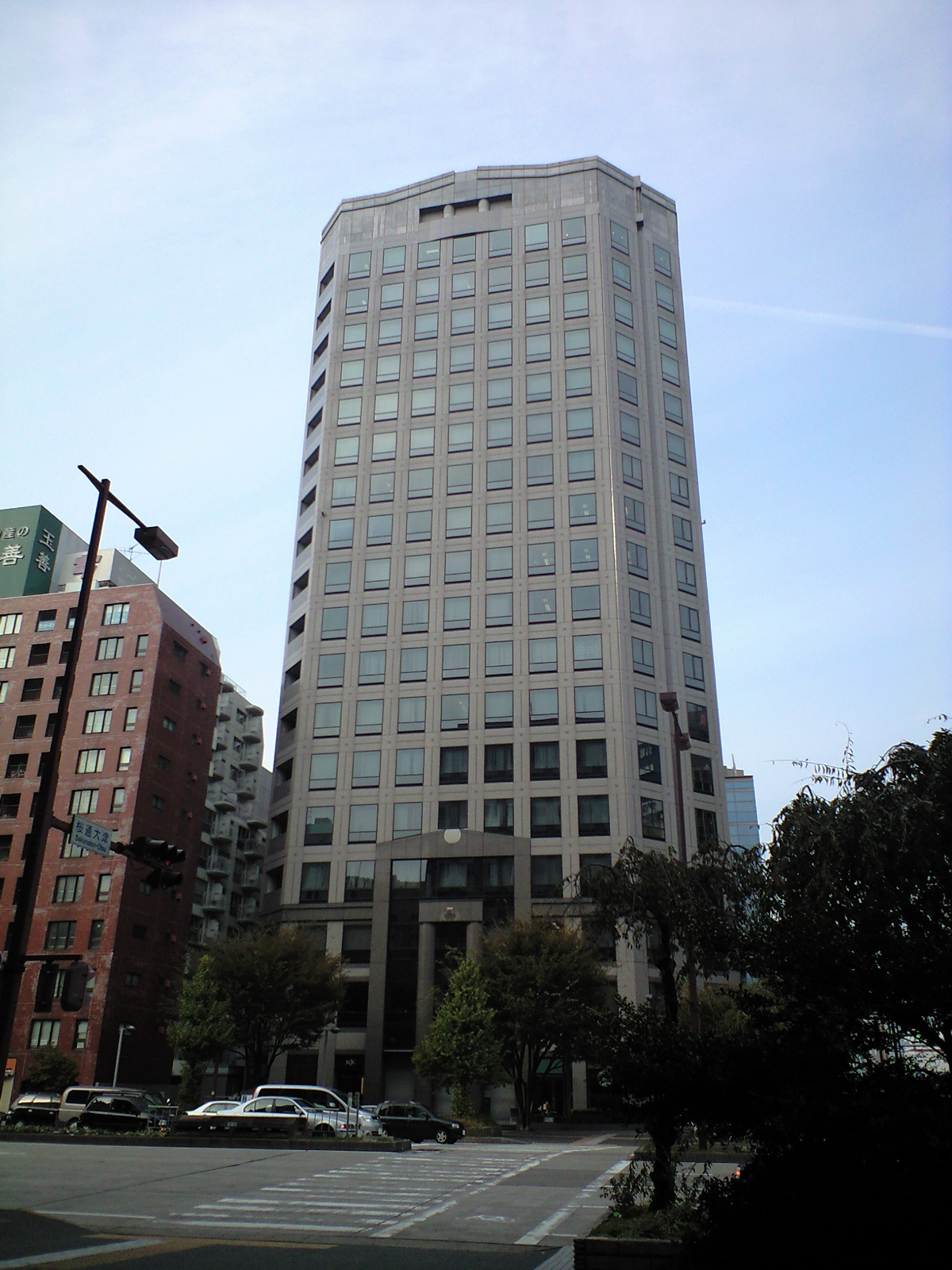
OSプラザビル

## 公立小中学校の学区

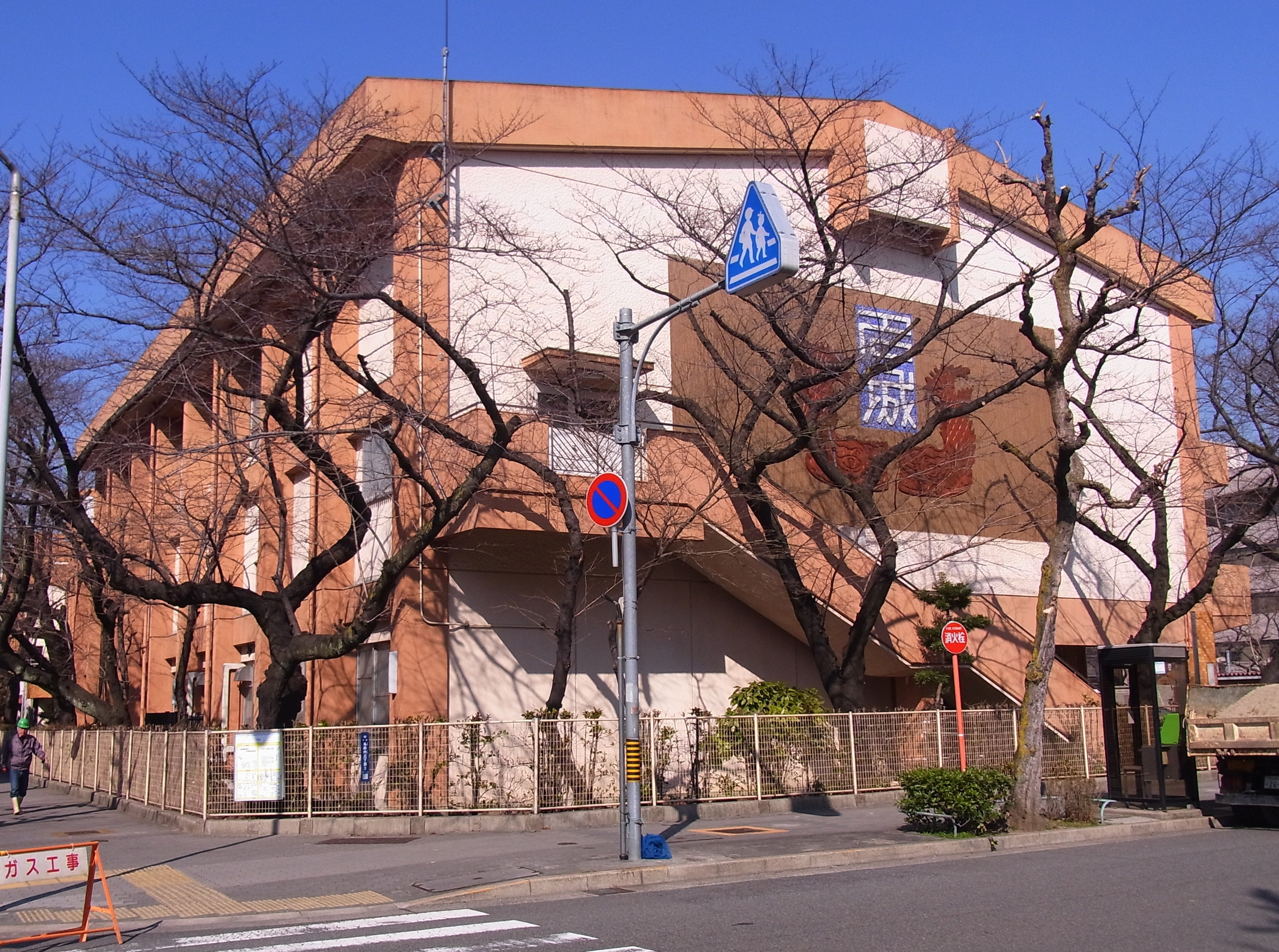
名古屋市立丸の内小学校

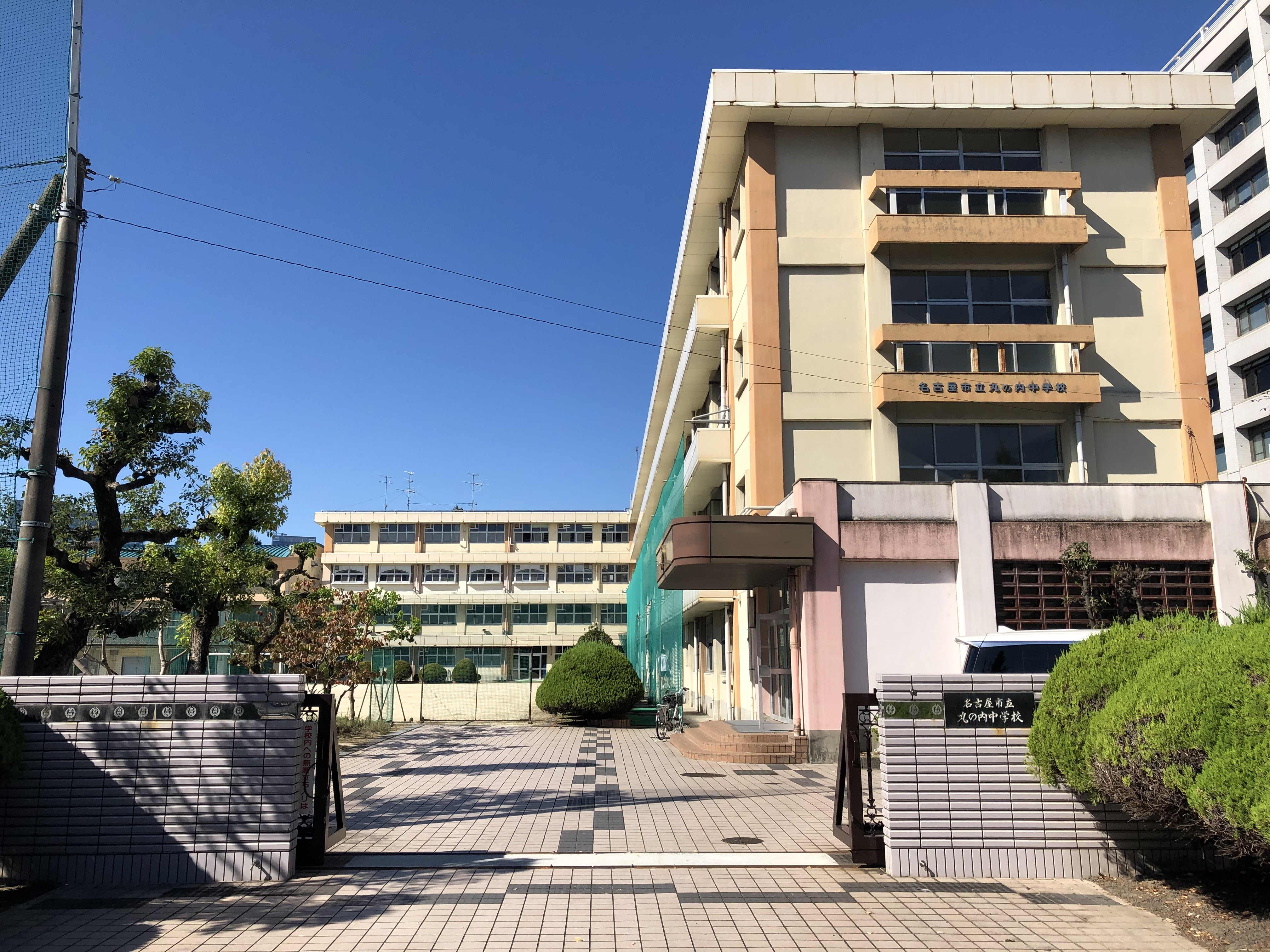
名古屋市立丸の内中学校

市立小・中学校に通う場合、学校等は以下の通りとなる。また、公立高等学校に通う場合の学区は以下の通りとなる。
| 丁目         | 小学校       | 中学校       | 高等学校 |
| ------------ | ------------ | ------------ | -------- |
| 丸の内一丁目 | 丸の内小学校 | 丸の内中学校 | 尾張学区 |
| 丸の内二丁目 | 丸の内小学校 | 丸の内中学校 | 尾張学区 |
| 丸の内三丁目 | 丸の内小学校 | 丸の内中学校 | 尾張学区 |

丸の内地区の小学校は地区内に存在する名古屋市立丸の内小学校である。
中学校は丸の内地区の北側に隣接する三の丸地区に位置する名古屋市立丸の内中学校である。
丸の内小学校と丸の内中学校は学区が全く同じ為、進学公立中学校は、名古屋市立丸の内中学校となる。(名古屋市においては公立学校選択制が導入されていないことから、学区の移転を伴う住民票移動がない場合、卒業した小学校に対応して自動的に進学する公立中学校が決まる。住民票を移す事でその地区指定の公立小・中学校に通学する事が可能である。)
2022年度までは丸の内一丁目の大部分が丸の内地区のに隣接する伏見・錦地区に位置していた御園小学校学区。丸の内二丁目の大部分、丸の内三丁目の全域が名城小学校と定められていた。2023年度より名城小学校と御園小学校が統合され、旧名城小学校の敷地・校舎を丸の内小学校とし新設開校された。
また名城小学校と御園小学校の進学中学校が丸の内中学校であった。そのため新設開校された丸の内小学校は名城小学校と御園小学校の学区をそのまま統合したことで、丸の内小学校学区は丸の内中学校学区と全く同じとなった。

## 交通

### 公共交通機関

#### 鉄道

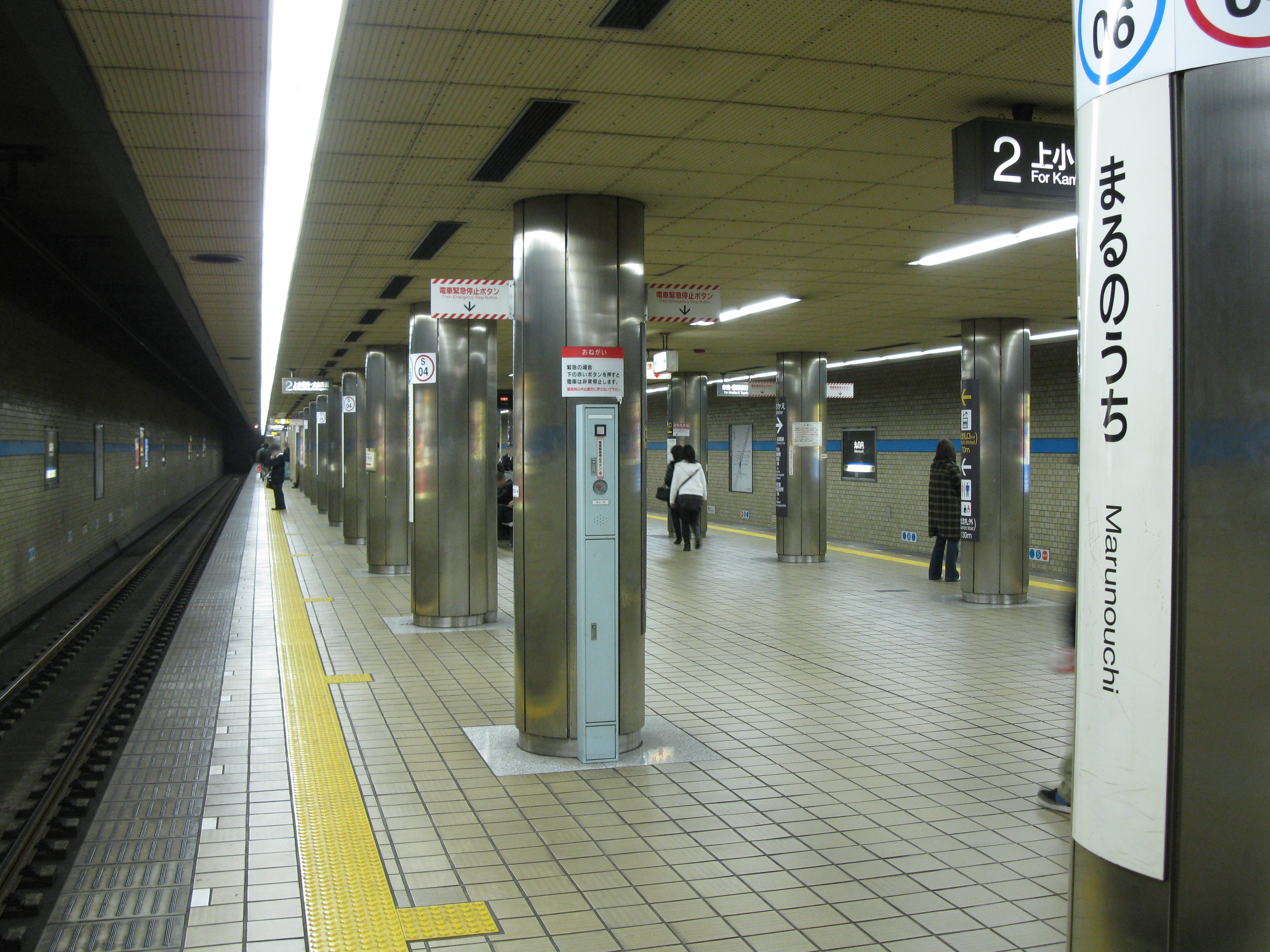
丸の内駅鶴舞線ホーム 伏見通地下に所在（2010年3月）

地区内に地下鉄丸の内駅と久屋大通駅が所在する。
丸の内駅は鶴舞線・桜通線。久屋大通駅は名城線と桜通線が使える。
地下鉄丸の内駅が地区の大部分の最寄り駅ではあるが、地区南東部では地下鉄久屋大通駅が最寄り駅である。地区北東部は名古屋城駅（名城線）が最寄り駅でもある。

### 道路

#### 高速道路

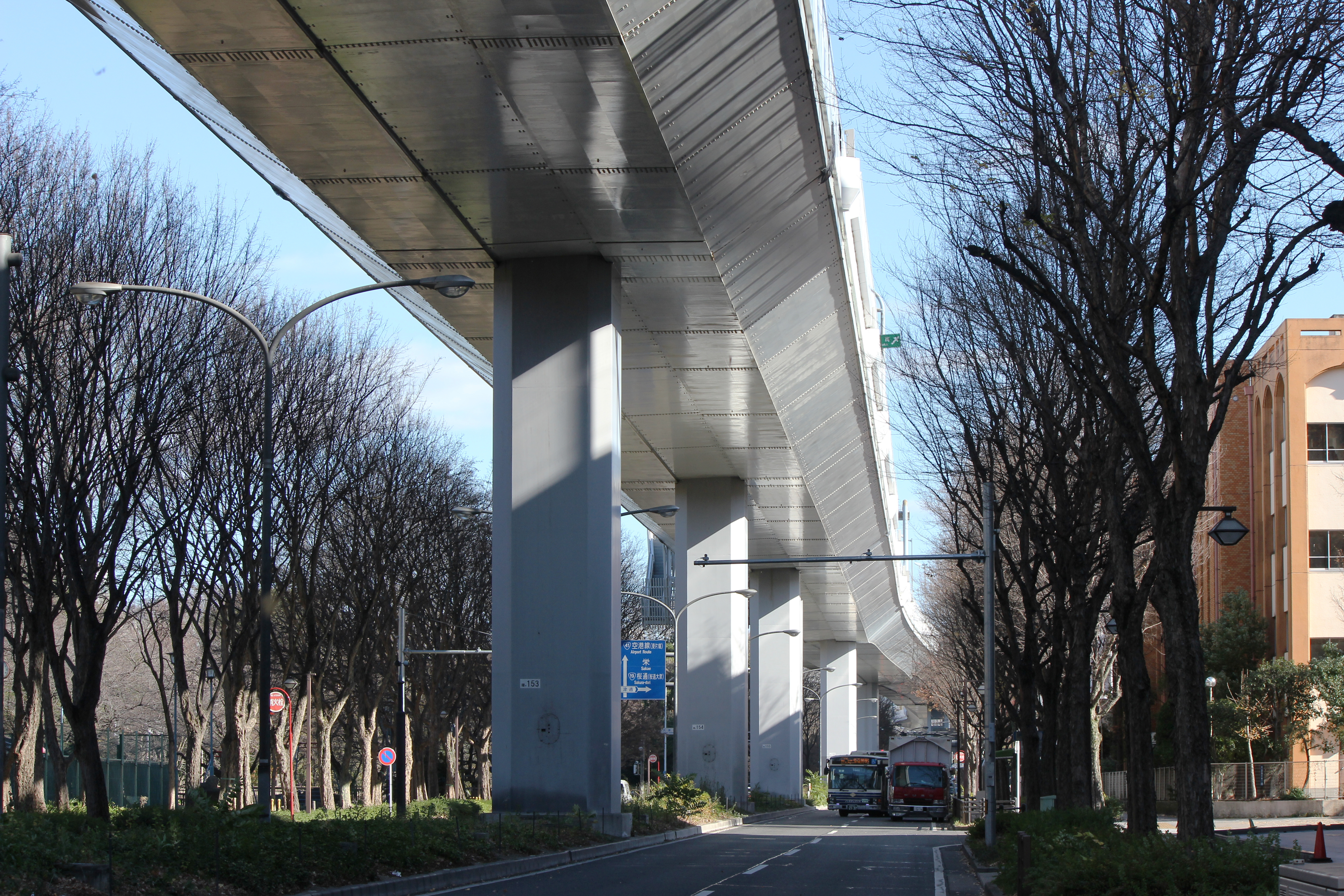
外堀通と名古屋城外堀区間の名古屋高速都心環状線。

外堀通の直上に名古屋高速都心環状線（C1）が通っており、伏見通の直上には名古屋高速都心環状線 丸の内出口（C07）がある。丸の内入口（C08）は隣接する三の丸地区の伏見通の直上にある。それらを経由して直接東名高速道路・名神高速道路などにアクセスできる。
また丸の内地区の名古屋高速都心環状線は名古屋城外堀区間に含まれており、名古屋城外堀との景観の融合が図られており、他の高架高速道路とは見た目が異なっている。色彩はオフホワイトで統一され、張出し桁部は化粧板で覆い、柱も威圧感低減の意図から大きく面取りされた八角形の1本柱を特徴とする。橋脚は梁を省略して橋桁と剛結した。照明は従来の柱式道路照明とは異なり、四角柱の照明を採用している。中央分離帯については周辺環境との調和を図るために円形に盛り土して、そこに地被植物（フッキソウ）を植樹している。

#### 一般道路
道路については江戸時代に清州越しを実施した際に碁盤目状に整備された。太平洋戦争後の名古屋市の復興計画による区画整理実施により基本的な碁盤目は維持されたものの一部の道路は幅を拡張し桜通・伏見通・外堀通・大津通などの主要幹線が整備され、久屋大通は100ｍ道路と言われる公園が整備された。桜通・伏見通・本町通・大津通・外堀通を除いて幹線道路以外は基本的に一方通行となっている。
ほぼ全ての道路に道路名が存在する。住居表示実施前は、道路名＝町名であり、建物がどの道路に接道しているかで町名を線引きしていた。現代でも道路名は残っている為、昔の町名が何か認識する事ができる。

#### 南北道路

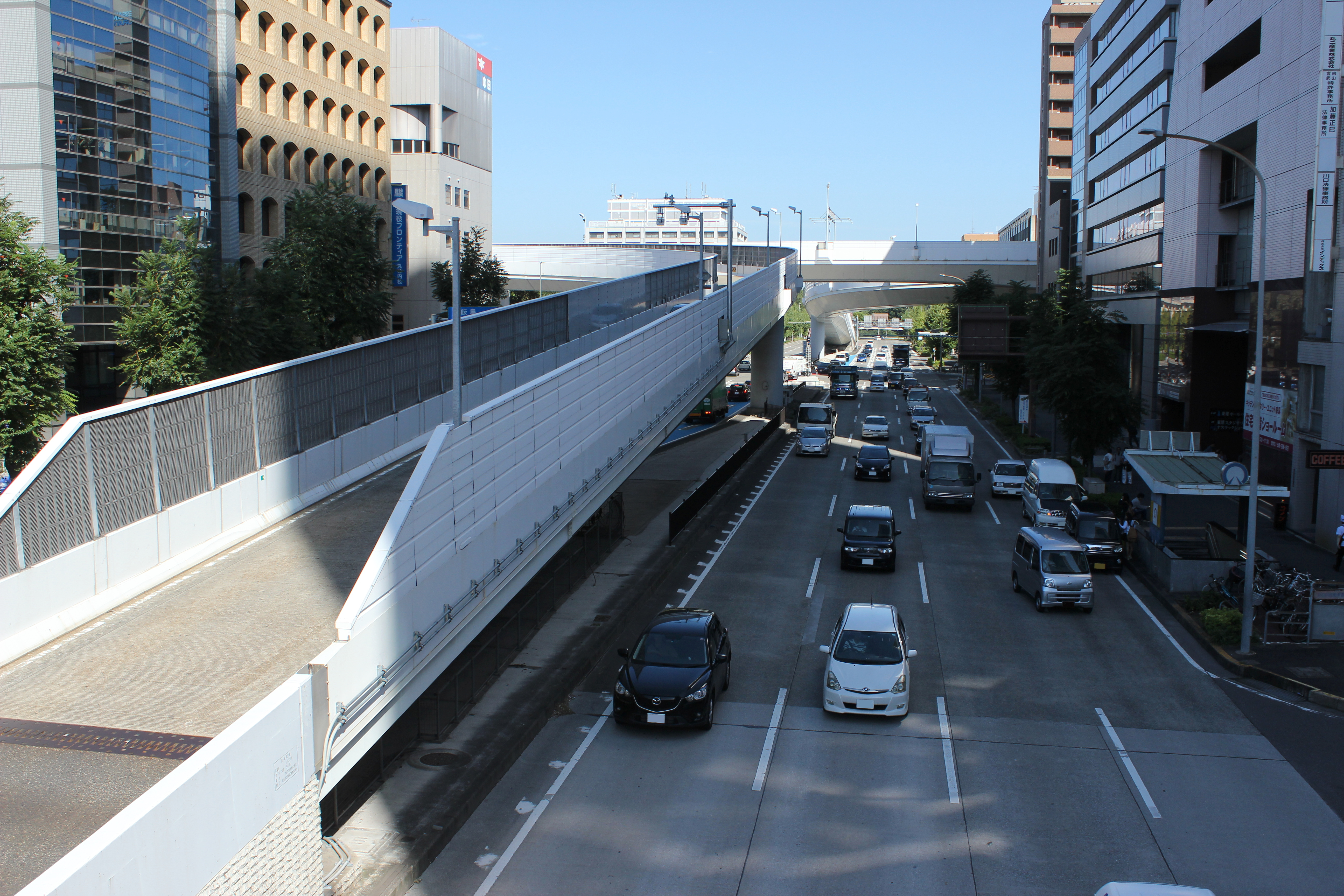
名古屋高速都心環状線丸の内出口と伏見通（2015年10月）

丸の内一丁目側（西側）から丸の内三丁目（東側）へ記載。
- 木挽町通
- 皆戸通
- 御園通
- 伏見通（国道22号）（高架道路：名古屋高速都心環状線 丸の内出口）
- 桑名町通
- 長島町通
- 長者町通（長者町繊維街）
- 本町通
- 七間町通
- 呉服町通
- 伊勢町通
- 大津通
- 久屋大通

#### 東西道路
北側から南側へ記載。
- 外堀通（高架道路：名古屋高速都心環状線）
- 京町通（下街道）
- 上中通
- 魚ノ棚通
- 杉ノ町通

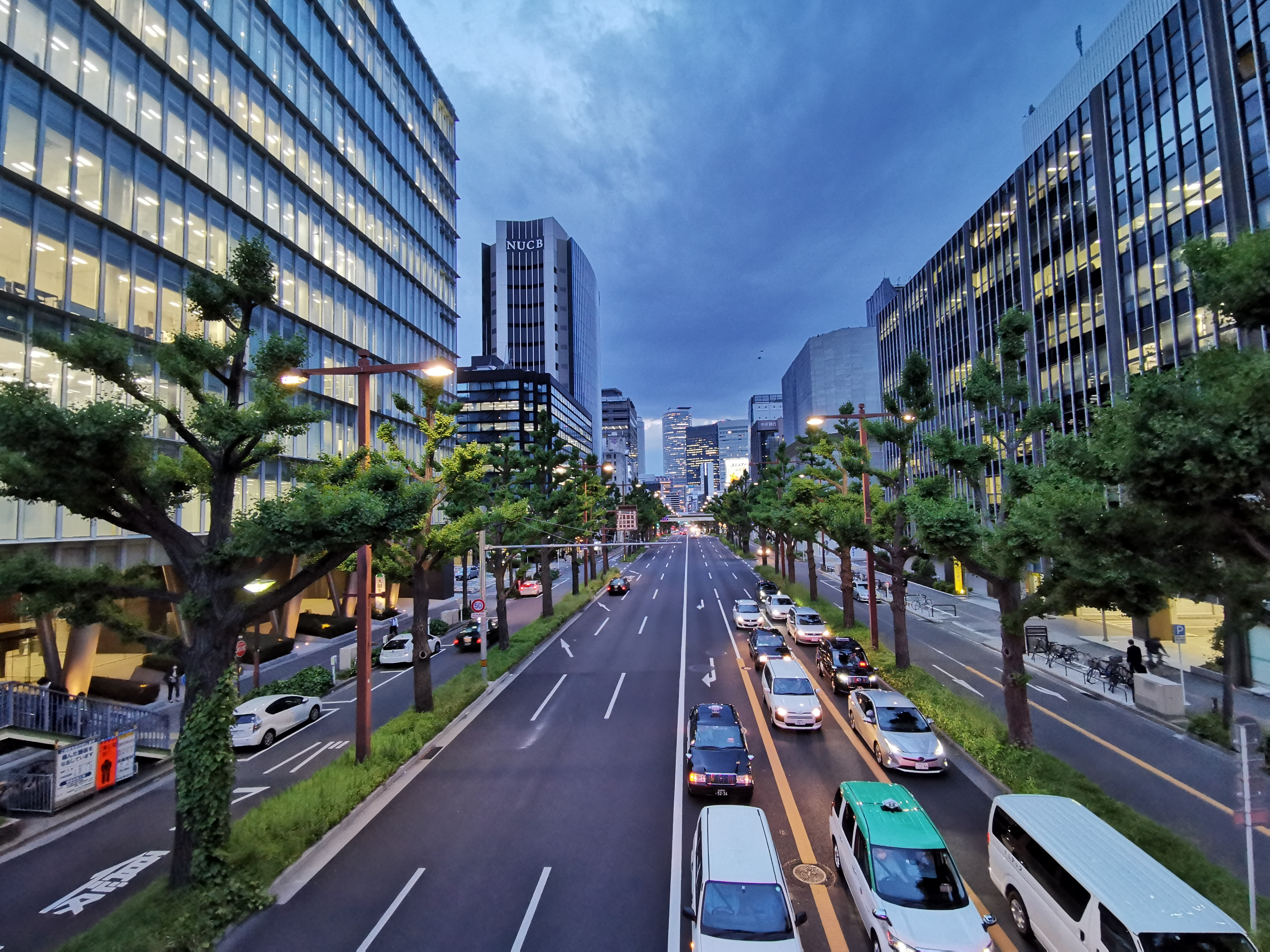
桜通（2022年5月）

- 桜通（国道19号・愛知県道68号名古屋津島線[注 3]）

## 管轄

### 日本郵便
集配局：名古屋中郵便局　郵便番号: 460-0002

### 行政
中区役所（〒460-8447 名古屋市中区栄4-1-8）TEL：052-241-3601

### 警察
中警察署（〒460-0012 名古屋市中区千代田2-23-18）TEL: 052-241-0110
地区内所在交番：大津橋交番（〒460-0002 名古屋市中区丸の内3-3-10）

### 年金事務所
鶴舞年金事務所：（〒460-0014 名古屋市中区富士見町2-13）TEL: 052-323-2553